# Fundacja Duży Format
Fundacja Duży Format – polska fundacja założona w 2013 przez Rafała T. Czachorowskiego. Jednym z głównych jej działań jest prowadzenie wydawnictwa (będącego kontynuacją powstałego w 2009 wydawnictwa PoeciPolscy.pl/RTC Agencja Wydawnicza), które promuje głównie polską poezję współczesną. Wśród autorów wydanych książek są m.in. Maciej Bobula, Bartłomiej Brede, Piotr Fedorczyk, Magdalena Gałkowska, Jacek Maria Hohensee, Michał Kozłowski, Jerzy Mamcarz, Ewa Olejarz, Janusz Radwański, Rafał Różewicz, Leszek Szaruga, Mirka Szychowiak, Jarosław Trześniewski-Kwiecień. 
Od 2013 roku Fundacja organizuje coroczny Festiwal Dużego Formatu (w latach 2015–2017 współorganizatorem było Wydawnictwo Anagram) oraz Ogólnopolski Konkurs na tomik wierszy Duży Format, który od 2019 roku zmienił nazwę na Konkurs Poetycki Fundacji Duży Format. Prowadzi również portal poecipolscy.pl i patronowała w latach 2012–2017 prowadzonej przez Rafała T. Czachorowskiego cotygodniowej audycji radiowej Literacki Wolny Eter w Radiu Wnet. Od 2019 roku wraz z Kontra24.pl organizuje konkurs na mikropowieść sensacyjną BLEF.

## Nagrody i wyróżnienia dla wydanych książek
- 2014 – nominacja w X Ogólnopolskim Konkursie Literackim „Złoty Środek Poezji” na najlepszy poetycki debiut książkowy roku 2013: Łukasz Kuźniar – Everyman[1]
- 2015 – nominacja w XI Ogólnopolskim Konkursie Literackim „Złoty Środek Poezji” na najlepszy poetycki debiut książkowy roku 2014: Jolanta Danuta Bieleń – Słowa skierowane do najbliższego Boga[2]
- 2015 – nominacja w XI Ogólnopolskim Konkursie Literackim „Złoty Środek Poezji” na najlepszy poetycki debiut książkowy roku 2014: Radosław Sobotka – Imaginarium i inne czynności przyjemnie i niepożyteczne[2]
- 2017 – nominacja do Nagrody Kulturalnej Gazety Wyborczej wARTo 2017: Rafał Różewicz za tomik Państwo przodem[3]
- 2018 – nominacja do Wrocławskiej Nagrody Poetyckiej „Silesius” 2018 w kategorii debiut: Julia Niedziejko za tomik Niebieska godzina[4]
- 2019 – nominacja do Nagrody Kulturalnej Gazety Wyborczej wARTo 2019: Maciej Bobula za tomik wsie, animalia, miscellanea[5]
- 2019 – I miejsce w XV Ogólnopolskim Konkursie Literackim im. Artura Fryza na najlepszy poetycki debiut książkowy roku 2018: Maciej Bobula za tomik wsie, animalia, miscellanea[6]
- 2019 – Wrocławska Nagroda Poetycka „Silesius” 2019 w kategorii debiut: Maciej Bobula za tomik wsie, animalia, miscellanea[7]
- 2019 – Nagroda im. Kazimiery Iłłakowiczówny, Ogólnopolski Konkurs Na Najlepszy Książkowy Debiut Roku 2018 Maciej Bobula za tomik wsie, animalia, miscellanea[8]
- 2020 – II miejsce w XVI Ogólnopolskim Konkursie Literackim im. Artura Fryza na najlepszy poetycki debiut książkowy roku 2019: Ada Rączka za tomik Nie róbmy nic, ale powiedzmy innym, że robiłyśmy[9]
- 2020 – III miejsce w XVI Ogólnopolskim Konkursie Literackim im. Artura Fryza na najlepszy poetycki debiut książkowy roku 2019: Maciej Kulis za tomik Wodny świat[9]

## Konkurs Poetycki Fundacji Duży Format
(do 2018 pod nazwą: Ogólnopolski Konkurs na tomik wierszy Duży Format)
- 1. edycja (2013)

Jury: Jerzy Beniamin Zimny (przewodniczący), Beata Patrycja Klary, Rafał T. Czachorowski
Laureat: Łukasz Kuźniar
- 2. edycja (2014)

Jury: Jerzy Beniamin Zimny (przewodniczący), Jolanta Szwarc, Rafał T. Czachorowski
Laureaci: kategoria przed debiutem – Tomasz Smogór i Radosław Sobotka, kategoria po debiucie – Mariusz Cezary Kosmala
- 3. edycja (2015)

Jury: Jerzy Beniamin Zimny (przewodniczący), Marcin Orliński, Rafał T. Czachorowski
Laureaci: kategoria przed debiutem – Ewa Olejarz, kategoria po debiucie – Krystyna Wiatrowska
- 4. edycja (2016)

Jury: Marcin Orliński (przewodniczący), Rafał T. Czachorowski, Magdalena Koperska, Joanna Mueller-Liczner, Jarosław Jabrzemski
Laureaci: kategoria przed debiutem – Iwona Puchała, kategoria po debiucie – Karina Stempel
- 5. edycja (2017)

Jury: Leszek Szaruga (przewodniczący), Magdalena Koperska, Rafał T. Czachorowski
Laureaci: kategoria przed debiutem – Julia Niedziejko, kategoria po debiucie – Agnieszka Tomha (Tomczyszyn-Harasymowicz)
- 6. edycja (2018)

Jury: Rafał Różewicz (przewodniczący), Karina Stempel, Rafał T. Czachorowski
Laureaci: kategoria przed debiutem – Maciej Bobula i Bartek Zdunek, kategoria po debiucie – Mirosław Mrozek
- 7. edycja (2019)

Jury: Karina Stempel (przewodnicząca), Jarosław Jabrzemski, Rafał T. Czachorowski
Laureaci: kategoria przed debiutem – Ada Rączka, kategoria po debiucie – Beata Kieras
- 8. edycja (2020)

Jury: Joanna Mueller (przewodnicząca), Natalia Malek, Rafał T. Czachorowski
Laureaci: kategoria przed debiutem – Katarzyna Kaczmarek, kategoria po debiucie – Robert Wieczorek
- 9. edycja (2021)

Jury: Rafał Różewicz (przewodniczący), Anna Mochalska, Rafał T. Czachorowski
Laureaci: kategoria przed debiutem – Marlena Prażmowska, kategoria po debiucie – Leszek Sobeczko
- 10. edycja (2022)

Jury: Jakub Skurtys (przewodniczący), Monika Glosowitz, Rafał T. Czachorowski
Laureaci: kategoria przed debiutem – Marta Szumna-Mitek i Kamil Kawalec, kategoria po debiucie – Aleksandra Majówka
- 11. edycja (2023)

Jury: Marcin Orliński (przewodniczący), Janusz Drzewucki, Rafał T. Czachorowski
Laureaci: kategoria przed debiutem – Aglaja Janczak, kategoria po debiucie – Kuba Niklasiński
- 12. edycja (2024)

Jury: Marta Pilarska (przewodnicząca), Katarzyna Kozak, Rafał T. Czachorowski
Laureaci:  kategoria przed debiutem – Adrianna Olejarka i Ewa Wyrembska, kategoria po debiucie – Agnieszka Mohylowska
- 13. edycja (2025)

Jury: Marta Pilarska (przewodnicząca), Tomasz Różycki, Rafał T. Czachorowski
Laureaci: kategoria przed debiutem: Paulina Jenssen, kategoria po debiucie: Ewelina Kuśka

## BLEF – konkurs na mikropowieść sensacyjną
- I edycja (2019)

Jury: Joanna Stryjczyk (przewodnicząca), Igor Brejdygant, Ireneusz Jagiełło i Rafał T. Czachorowski
Laureat: Artur Suski za utwór Szczur

## Festiwal Dużego Formatu
- I edycja (2013) – hasło przewodnie: Lustra

Gośćmi byli m.in.: Juliusz E. Bolek, Kamil Brewiński, Marek Czuku, Łucja Dudzińska, Konrad Góra, Jacek Maria Hohensee, Jarosław Jabrzemski, Beata Patrycja Klary, Łukasz Kuźniar, Katarzyna Lewińska, Zdzisław Mikłaszewicz, Dorota Nowak, Krzysztof Pieczyński, Maciej Raś, Łukasz Trzebiński, Tomasz Wybranowski, Jerzy Beniamin Zimny.
- II edycja (2014) – hasło przewodnie: Poza format

Gośćmi byli m.in.: Judyta Bednarczyk, Krzysztof Beśka, Aldona Borowicz, Ernest Bryll, Artur Cieślar, Aleksandra Dańczyszyn, Katarzyna Fetlińska, Monika Fiodorów, Katarzyna Groniec, Joanna Jurewicz, Mariusz Cezary Kosmala, Jacek Michalski, Rafał Różewicz, Tomasz Smogór, Radosław Sobotka, Mirka Szychowiak.
- III edycja (2015) – hasło przewodnie: Zależności

Gośćmi byli m.in.: Ernest Bryll (festiwal rozpoczął jego benefis. Wystąpili m.in. Halina Frąckowiak, Emilian Kamiński, Marcin Styczeń z zespołem), Piotr M. Cieński, Rafał T. Czachorowski, Jacek Durski, Katarzyna Fetlińska, Arkadiusz Frania, Joanna Jurewicz, Jan Stanisław Kiczor, Joanna Korab, Marcin Orliński, Iwona Puchała, Karina Stempel, Andrzej Tylczyński, Krzysztof Jan Wądłowski, Katarzyna Więcławska, Janusz Zaorski.
- IV edycja (2016) – hasło przewodnie: Poruszenie

Gośćmi byli m.in.: Marek Czuku, Dariusz Dziurzyński, Joanna Femiak, Gabriel L. Kamiński, Wojciech Kass, Anna Nowaczyńska, Zdzisław Mikłaszewicz, Jacek Mroczek, Paweł Orzeł, Kacper Płusa, Iwona Puchała, Rafał Różewicz, Karina Stempel, Grzegorz Strumyk, Łukasz Suszkiewicz, Mirka Szychowiak, Leszek Szaruga, Jarosław Trześniewski-Kwiecień, Wanda Szczypiorska
- V edycja (2017) – hasło przewodnie: Ramy

Gośćmi byli m.in.: Jacek Maria Hohensee, Jarosław Jabrzemski, Barbara Janas-Dudek, Joanna Jurewicz, Robert Kania, Jan Stanisław Kiczor, Marika Krajniewska, Marcin Królikowski, Cezary Lipka, Jerzy Mamcarz, Jacek Michalski, Julia Niedziejko, Marcin Orliński, Paweł Orzeł, Grzegorz Ostrowski, Maciej Papierski, Janusz Radwański, Ewa Solska, Leszek Szaruga (spotkanie z okazji 50-lecia pracy twórczej), Justyna Święcicka, Agnieszka Tomczyszyn-Harasymowicz, Patryk Zimny, Katarzyna Zwolska-Płusa.
- VI edycja (2018) – hasło przewodnie: Zmiana czasu

Gośćmi byli m.in.: Bożena Boba-Dyga, Maciej Bobula, Magdalena Gałkowska, Tomasz Jastrun, Michał Kozłowski, Bogusław Olczak, Grzegorz Marcinkowski, Mirosław Mrozek, Anna Piwkowska, Jakub Sajkowski, Mirka Szychowiak, Adam Wiedemann, Grażyna Wojcieszko, Joanna M Vorbrodt, Marcin Zegadło, Bartek Zdunek, Agnieszka Żuchowska-Arendt.
- VII edycja (2019) – hasło przewodnie: Punkty styku[17]

Goścmi byli m.in.: Krzysztof Bielecki, Paweł Biliński, Bożena Boba-Dyga, Hanna Dikta, Paula Gotschlich, Piotr Grzymałowski, Tadeusz Hutkowski, Beata Kieras, Marika Krajniewska, Marcin Królikowski, Maciej Kulis, Grzegorz Malecha, Monika M. Mielczarek, Jacek Mroczek, Jarosław Perkowski, Jolanta Pietz, Ada Rączka, Artur Suski, Ewa Tenderenda-Ożóg, Adam Wiedemann, Katarzyna Zwolska-Płusa, Agnieszka Żuchowska-Arendt.